# Scarlat Lambrino
Scarlat Lambrino (n. 16 august 1891, București – d. 30 august 1964, Lisabona) a fost un istoric român, membru corespondent al Academiei Române (din 1934). Scarlat Lambrino a fost absolvent al Liceului Lazăr din București.
S-a format la Sorbona ca istoric și epigrafist și și-a luat doctoratul în anul 1927. Între anii 1923 și 1925 s-a aflat printre membrii Școlii Române din Franța de la Fontenay-aux-Roses. A urmat o activitate rodnică de aproape 20 de ani desfășurată la Universitatea din București.
A fost șef de săpături pe șantierul arheologic de la Histria (1928-1940) iar în perioada 1 august 1938 - 20 iulie 1940 a fost și director al Muzeului Național de Arheologie, înainte de a fi numit director al Accademia di Romania din Roma (1941-1947).
În 1947 autoritățile comuniste de la București au închis Accademia di Romania. La solicitarea Universității din Lisabona, profesorul Scarlat Lambrino a plecat la catedra de epigrafie de acolo, unde și-a continuat și încheiat cariera.
După ce a plecat în exil în Portugalia, fugind de regimul instaurat în România comunistă, Scarlat Lambrino a colaborat la principalele reviste de specialitate portugheze: Arqueólogo Português, Revista da Faculdade de Letras de Lisboa, Bulletin des Études Portugaises ș.a. În Portugalia, Scarlat Lambrino a publicat o serie de studii despre religia celților în peninsula iberică.
Soția sa, Marcelle Lambrino, a publicat studiul Les vases archaïques d’Histria.

## Decorații
- Semnul Onorific „Răsplata Muncii pentru 25 ani în Serviciul Statului” (13 octombrie 1941)[12]
- Ordinul Meritul Cultural, în gradul de Cavaler clasa I, pentru litere (1 februarie 1943)[13]